# Constitution de la Mauritanie
Lire en ligne

Consulter version initiale de 1991
 Version révisée de 2017

La Constitution de Mauritanie est la loi fondamentale de la Mauritanie. L'actuelle constitution de la République islamique de Mauritanie est entrée en vigueur depuis le 20 juillet 1991. Suspendue à deux reprises lors des coups d'État de 2005 et 2008, elle connaît trois révisions en 2006, 2012 et 2017.

## Constitution de 1959
Dans le cadre de la Communauté créée par la Constitution française de la Cinquième République, le territoire de Mauritanie devient la République islamique de Mauritanie le 28 novembre 1958. Une Constitution est adoptée le 22 mars 1959 qui établit un régime parlementaire. La Mauritanie est la dernière des républiques de la Communauté à devenir indépendante le 28 novembre 1960.
Le territoire mauritanien étant revendiqué par le Maroc, qui ne reconnaîtra l'indépendance de la Mauritanie qu'en 1969, son admission à l'ONU se heurte alors au véto soviétique et est retardée jusqu'au 27 octobre 1961. 
La Constitution de 1959 est modifiée au moment de l'indépendance par une loi du 26 novembre 1960, qui accorde au Premier ministre les prérogatives de chef de l'État.

## Constitution de 1961
La Constitution du 20 mai 1961, régissait l'ordre constitutionnel de la Première République, sous la présidence de Moktar Ould Daddah. Il s'agissait d'une Constitution de type présidentiel. Les attributions du Premier ministre passent au président de la République et la responsabilité des ministres devant l'Assemblée est supprimée. Elle fut révisée entre 1964 et 1970. Elle était en vigueur jusqu'au coup d'état du 10 juillet 1978.

## Charte constitutionnelle de 1985
La Charte constitutionnelle est mise en place le 9 février 1985, par le Comité militaire de salut national qui avait le pouvoir. 

## Constitution de 1991
Elle est mise en œuvre après le coup d’État du 12 décembre 1984 de Maaouiya Ould Sid'Ahmed Taya, qui après 7 ans de pouvoir met en place une « stratégie présidentielle de démocratisation » du régime militaire, il instaure la démocratie et le multi-partisme et se fait élire président de la République à plusieurs reprises (1992, 1997 et 2003) pour une période de près de 14 ans (jusqu'au putsch qui le renverse en 2005).

### Révision de 2006
La Constitution est suspendue le 3 août 2005 lors d'un nouveau coup d'État commis par le colonel Ely Ould Mohamed Vall,  avant d’être «rétablie et amendée» par la loi constitutionnelle n° 2006-14 du 12 juillet 2006 portant rétablissement de la Constitution du 20 juillet 1991. La principale mesure lors de cette révision est la réduction de la durée du mandat présidentiel, qui est portée de 7 ans à 5 ans, et la limitation à 2 du nombre de mandats.
Après l'élection démocratique du Président Sidi Mohamed Ould Cheikh Abdallahi le 25 mars 2007, elle est de nouveau suspendue le 6 août 2008 à la suite d'un nouveau coup d'État mené par le général Mohamed Ould Abdel Aziz.

### Révision de 2012
Elle fait suite à l’Accord de Dakar destiné à sortir de la crise résultant du coup d’État de 2008, et traduit, sur le plan juridique, les termes de l’«Accord Politique» signé le 19 octobre 2011 entre la majorité présidentielle et certains partis d’opposition. Les termes de cette révision figurent dans la loi constitutionnelle n° 2012-015 portant révision de la Constitution du 20 juillet 1991.
Parmi les principales modifications, sont inscrites la reconnaissance de la pluralité ethnique et l'interdiction de l'esclavage en Mauritanie.

### Révision de 2017
Des changements d'ordre institutionnels sont opérés par référendum en 2017, avec notamment la suppression du Sénat, la mise en place d'une régionalisation, et une modification des symboles nationaux - drapeau et hymne national,,.

## Sources

## Compléments